# Augusto González Besada
Augusto González Besada y Mein (Tui, Galiza, Espanha; 24 de junho de 1865 – Madrid, 4 de junho de 1919). Advogado e político espanhol foi ministro de Fazenda, da Governação e de Fomento durante o reinado de Afonso XIII.

## Biografia
González Besada, membro de uma das famílias mais poderosas da província de Pontevedra. na qual, tanto seu pai Basilio González Besada como os seus tios Rafael e Sabino foram deputados provinciais e, além disso, este último foi governador civil por duas ocasiões e presidente da Deputação (1896—1898).
Após estudar o segundo grau em Pontevedra, continuou a sua formação na Universidade de Santiago de Compostela onde estudou Direito licenciando-se em 1885, após o qual se afiliou no Colégio de Advogados de Pontevedra, exercendo a advogacia, com grande prestígio, em Madrid.
Membro do Partido Conservador, começou a sua carreira política obtendo ata de deputado no Congresso dos Deputados  pelo distrito de Cambados, circunscrição de Pontevedra, em 1899; voltaria a obter cadeira nas eleições de 1901, 1903 e 1905. Após obter nos seguintes processos eleitorais cadeiras pelas circunscrições de Cádis (1907), Almeria (1910) e Alicante (1914), finalizou a sua carreira como deputado representando a província de Lugo ao obter a ata correspondente nas eleições celebradas entre 1916 e 1919.
Após ser, em 1902, subsecretário de Fazenda, foi nomeado, entre  20 de julho e 5 de dezembro de 1903, ministro de Fazenda por Raimundo Fernández Villaverde, sendo o Ministro de Fazenda mais novo da Restauração. Esta mesma carteira ministerial desempenhou-a em outras duas ocasiões: de 14 de setembro de 1908  a 21 de outubro de 1909 em gabinetes de Antonio Maura. Também foi ministro da Governação entre 27 de janeiro e 23 de junho de 1905 com Fernández Villaverde, e ministro de Fomento com Maura de 25 de janeiro de 1907 a 14 de setembro de 1908.
Além disso, agiu como um dos porta-vozes da oposição conservadora que recusou a lei de Substituição dos Consumos urdida por José Canalejas e Rodrigáñez, e anunciou o bloqueio uma vez os conservadores voltassem ao governo, como assim ocorreu. Foi presidente do Congresso (1914), dos Conselhos de Estado, Instrução Pública e Fomento e a Junta Central de Colonização.
Em 1915, foi proposto por Maura como membro da Real Academia Espanhola. Também foi membro da Academia de Ciências Morales e Políticas, e da de Jurisprudência chegou a ser presidente.
A 4 de junho de 1919, três dias depois das eleições gerais, González Besada faleceu. Foi substituído como deputado por Lugo o seu filho Carlos González Besada e Giráldez. Ao ano seguinte, para honrar a sua memória, Afonso XIII criou o marquesado de González-Besada, em favor da sua viúva.

## Obras
- Quadros da literatura galega nos séculos XIII e XIV
- História crítica da literatura galega
- GONZÁLEZ BESADA, Augusto (1916). Deberes de ciudadanía olvidados o mal cumplidos por generaciones. [S.l.]: Real Academia de Ciencias Morales y Políticas. ISBN 978-84-7296-126-5

- GONZÁLEZ BESADA, Augusto (2004). Rosalía de Castro. [S.l.]: Edicións A Nosa Terra. Promocións Culturais Galegas. ISBN 978-84-96203-73-0